# Lydia Boylan
Lydia Boylan (* 18. Juli 1987 in Dublin) ist eine irische Radsportlerin, die auf Straße und Bahn aktiv ist.

## Sportliche Laufbahn
Bevor Lydia Boylan zum Radsport kam, betrieb sie Regattasegeln als Wettkampfsport. Ihre ersten großen nationalen Erfolge im Radsport hatte sie auf der Bahn: 2011 wurde sie irische Meisterin im Sprint, 2013 und 2014 im 500-Meter-Zeitfahren und ebenfalls 2014 im Scratch; mehrere weitere Male stand sie auf dem Podium. 2014 startete sie bei den Commonwealth Games in Glasgow als Vertreterin von Nordirland in drei Disziplinen: Im Straßenrennen wurde sie 21., im Scratch 14. und im Punktefahren 5.
2015 wurde Boylan nationale Meisterin im Straßenrennen. Im selben Jahr belegte sie bei den Bahn-Europameisterschaften im schweizerischen Grenchen   gemeinsam mit Melanie Spath, Josie Knight und Eimear Moran im irischen Vierer Platz sechs in der Mannschaftsverfolgung. 2017 errang sie bei den Bahneuropameisterschaften in Berlin gemeinsam mit Lydia Gurley die Silbermedaille im Zweier-Mannschaftsfahren und wurde irische Straßenmeisterin. Zwei Jahre später, bei den UCI-Bahn-Weltmeisterschaften 2019 im polnischen Pruszków, wurde sie Vize-Weltmeisterin im Punktefahren.
2020 qualifizierten sich Lydia Boylan und Lydia Gurley für den Start im Zweier-Mannschaftsfahren bei den Olympischen Spielen in Tokio. Nachdem die Spiele um ein Jahr verschoben worden waren, starteten jedoch stattdessen Emily Kay und Shannon McCurley in Tokio; Gurley wurde als Reservefahrerin nominiert, startete jedoch nicht.

## Ehrungen
2017 wurden Lydia Boylan und Lydia Gurley vom irischen Radsportverband Cycling Ireland für ihre herausragende Leistung bei den Bahn-Europameisterschaften mit dem Outstanding Achievement Award geehrt.

## Erfolge

### Straße
2015
- Irische Meisterin – Straßenrennen

2016
- Irische Meisterin – Straßenrennen

2017
- eine Etappe Setmana Ciclista Valenciana
- Irische Meisterin – Straßenrennen

### Bahn
2011
- Irische Meisterin – Sprint

2013
- Irische Meisterin – 500-Meter-Zeitfahren

2014
- Irische Meisterin – Scratch, 500-Meter-Zeitfahren

2017
- Europameisterschaft – Zweier-Mannschaftsfahren (mit Lydia Gurley)
- Irische Meisterin – Scratch

2018
- Irische Meisterin – Omnium, Scratch

2019
- Weltmeisterschaft – Punktefahren
- Irische Meisterin – Omnium, Zweier-Mannschaftsfahren (mit Autumn Collins)

2022
- Irische Meisterin – Omnium